# Josef Simon
Pour les articles homonymes, voir Simon (patronyme).
Josef Simon (né le 23 mai 1865 à Schneppenbach et mort le 1er avril 1949 à Kornwestheim) est un syndicaliste et homme politique allemand (SPD).

## Biographie

### Empire allemand
Josef Simon est le fils d'un berger. Après les écoles du village d'Ernstkirchen, Kleinkahl et Johannesberg de 1871 à 1878, il est formé comme cordonnier à Huckelheim jusqu'en 1881. Il travaille ensuite dans diverses usines de chaussures. Au fil du temps, il devient le directeur d'une plus grande usine en tant que maître cordonnier.
En 1885, Simon devient membre du Parti social-démocrate d'Allemagne (SPD) et de l'association syndicale libre des cordonniers d'Offenbach am Main. En 1886, il se marie. En 1888, à l'apogée de la répression de la social-démocratie par Bismarck, Simon est placé en détention provisoire par la police de Francfort pour avoir distribué des imprimés interdits. Le procès qui s'ensuit se soldant par l'acquittement de Simon, les autorités l'expulsent de l'état de siège de Francfort en tant que substitut sur la base des lois socialistes. Simon prend maintenant sa nouvelle résidence à Nuremberg. À cette époque, il commence également à assumer des fonctions officielles au sein de l'association des cordonniers : entre 1894 et 1900, il est le président du comité central du syndicat.
Dans les années suivantes, Simon participe en tant que délégué aux Congrès socialistes internationaux à Amsterdam, Stuttgart et Bâle. De 1897 à 1900, il occupe le poste de représentant municipal à Ilversgehofen près d'Erfurt, où il dirige également une coopérative de chaussures en tant que directeur général de 1897 à 1899. En 1900, il devient président de l'Association centrale des cordonniers d'Allemagne. En 1910 et 1926, il se rend aux États-Unis pour y étudier les salaires et les conditions d'emploi.
Entre 1900 et 1933, Simon est le président à plein temps du syndicat des cordonniers basé à Nuremberg . En 1907, Simon devient secrétaire de l'Association internationale des travailleurs de la chaussure et du cuir. La même année, il est élu pour la première fois au Parlement bavarois (de), auquel il sera membre jusqu'en 1918. À partir de 1908, Simon est également représentant autorisé à Nuremberg. Il occupera ce poste jusqu'en 1920. Il est ensuite conseiller municipal de Nuremberg jusqu'en décembre 1929.
En janvier 1912, Simon est élu pour la première fois au Reichstag, où il représente initialement la 1re circonscription de Haute-Franconie jusqu'à la Révolution de novembre 1918. En 1914, Simon est élu au comité exécutif d'État du SPD bavarois. En 1917, Simon quitte le SPD et rejoint le Parti social-démocrate indépendant d'Allemagne (USPD), un nouveau parti principalement recruté parmi les membres de l'aile gauche du SPD mécontents de la politique du SPD pendant la Première Guerre mondiale. Un an plus tôt, en 1916, il a rejoint le Groupe de travail social-démocrate en rejetant les prêts de guerre. Pendant la période de bouleversement de 1918-1919, Simon est membre du Conseil national provisoire en Bavière pour l'USPD.

### République de Weimar
En janvier 1919, Simon est élu à l'Assemblée nationale de Weimar pour la 26e circonscription (Haute-Franconie), dont il quitte tôt après que son élection a été déclarée invalide en novembre. En mars / avril 1919, il sert brièvement dans le cabinet Hoffmann (de) en tant que ministre bavarois du commerce et de l'industrie, mais démissionne de ce gouvernement le 8 mars. Le 8 avril 1919 après la proclamation de la République soviétique bavaroise à Munich. Il est également membre du conseil consultatif ou du conseil du parti de l'USPD de 1920 à 1922. Il est également admis au Conseil économique provisoire du Reich (de), où il a siégé jusqu'en 1933.
En juin 1920, Simon reprend sa carrière parlementaire lorsqu'il est élu au premier Reichstag de la République de Weimar pour la 29e circonscription (Franconie). En 1922, Simon quitte l'USPD pour retourner au SPD, dont il rejoint désormais le groupe parlementaire. Après la confirmation de son mandat lors des quatre élections suivantes du Reichstag - en mai 1924, décembre 1924, mai 1928 et septembre 1930 - Simon est député du Reichstag pendant près de douze ans - de juin 1920 à juillet 1932. Après la renumérotation des circonscriptions du Reichstag, la circonscription franconienne de Simon devient la 26e circonscription de mai 1924 à juillet 1932.
Au cours du différend sur la direction au sein de la Fédération générale des syndicats allemands (ADGB) - qui est déclenché par la question de savoir s'il fallait travailler avec le gouvernement présidentiel semi-dictatorial de Brüning pour empêcher le plus grand mal des nationaux-socialistes d'arriver au pouvoir, ou si l'on doit se tenir sans compromis contre les deux adversaires - En 1931, Simon plaide pour une voie acérée contre le gouvernement. La raison de sa position est les ordonnances d'urgence du gouvernement de Heinrich Brüning sur les réductions de salaires: « Nous avons évité le combat jusqu'à présent, mais la question se pose de savoir si nous pouvons encore l'éviter dans un avenir prévisible compte tenu de la situation économique. Il semble que l'adversaire vise l'affaiblissement de notre organisation et nous oblige ensuite à nous battre lorsque nos organisations sont suffisamment affaiblies. Nous ne pouvons plus supporter d'autres tests de résistance et devons l'expliquer ouvertement et honnêtement. » Simon n'a pas pu s'affirmer avec cette position. Un peu plus tard, Simon - obéissant à la nécessité de la situation - est contraint d'accepter de soutenir le gouvernement Brüning et d'accepter les ordonnances d'urgence qu'il a introduites afin d'éviter le risque de renversement du gouvernement et la possibilité d'un gouvernement successeur par le gouvernement national-socialiste: « C'est la chose terrible que nous sommes liés pour le meilleur ou pour le pire avec le gouvernement Brüning ».

### Période du national-socialisme et l'après-guerre
Peu de temps après l'arrivée au pouvoir des nationaux-socialistes, Simon est arrêté et, après divers arrêts intermédiaires, il est emprisonné dans le camp de concentration de Dachau jusqu'en 1934. Quelques mois à peine après sa libération, Simon est de nouveau arrêté en 1935, contre qui une affaire de « préparation à la haute trahison » est engagée. Il est contraint de signer une déclaration pour mettre fin à toutes les activités contre le régime à l'avenir. Néanmoins, il est resté en contact avec Wilhelm Leuschner, entre autres. Après une attaque réussie le 7 septembre, en juillet 1944, il est désigné comme chef de file dans la mise en place d'une administration.
Après la fin de la Seconde Guerre mondiale, Simon participe à la reconstruction du SPD à Nuremberg. En raison de ses réalisations antérieures, il est élu président honoraire du groupe local du parti ainsi que du syndicat. En outre, il s'est vu confier la présidence du conseil de surveillance de la coopérative de consommateurs de Nuremberg et de Fürth. Josef Simon est décédé lors du congrès fondateur du syndicat du cuir le 1er avril 1949 à Kornwestheim près de Stuttgart.

## Honneurs
En 1972, une rue de Nuremberg-Langwasser porte son nom à la mémoire de Josef Simon.

## Travaux
- Die Lohn- und Arbeitsverhältnisse in der Schuh- und Lederindustrie in Amerika. Nürnberg s. a. 1928.